# Vasile Dumitriu
Vasile Dumitriu (n. 28 martie 1951, Cristești, România) este un om politic român, care a îndeplinit funcția de primar al municipiului Iași, între 25 decembrie 1989 - 25 august 1990 și 4 martie - 22 iunie 1992. 
În perioada 1992-2003 a îndeplinit funcția de viceprimar al municipiului Iași, sub mandatul primarului Constantin Simirad.
În anul 2003, s-a conturat ideea trimiterii primarului Constantin Simirad ca ambasador al României în Cuba. "În cadrul Delegației Permanente a PSD Iași s-a conturat ideea că dl Nichita ar putea fi unul dintre cei care se pot implica mai mult în activitatea Primariei, alături de dl Simirad, până la plecarea acestuia din urmă", a declarat senatorul Ion Solcanu, președintele PSD Iași. 
Pentru a putea deveni primar interimar la momentul plecării în diplomație a primarului Constantin Simirad, Gheorghe Nichita trebuia să fie viceprimar. S-a luat decizia asigurării unei perioade de acomodare până la asigurarea interimatului la conducerea Primăriei, senatorul Solcanu a intervenit pe lângă viceprimarul Vasile Dumitriu, cerându-i să demisioneze și să devină simplu consilier. 
La data de 16 iunie 2003, viceprimarul Vasile Dumitriu se retrage din funcția de viceprimar, iar consilierul Gheorghe Nichita este ales de către consilierii locali, la propunerea primarului Constantin Simirad, ca viceprimar al municipiului Iași.
Actualmente, lucrează ca economist la "CET Iași", fiind și consilier local. 
Din 2008 este consilier județean, iar din 2009 este director coordonator al Agenței pentru Plăți și Intervenții în Agricultură, Iași.